# Babaylán

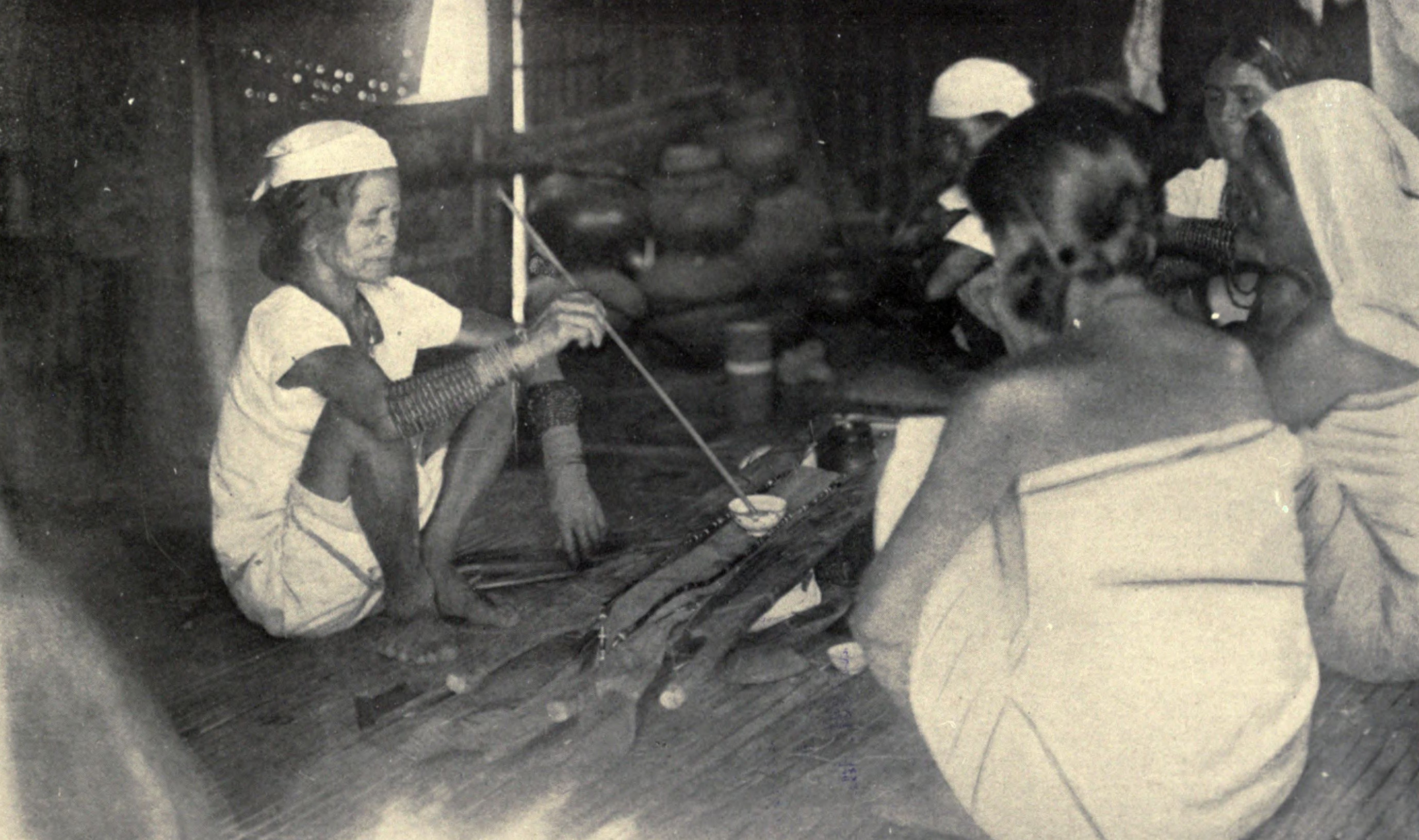
1922: una chamana babaylán itneg renueva una ofrenda al espíritu (anito) del escudo de un guerrero (kalasag).

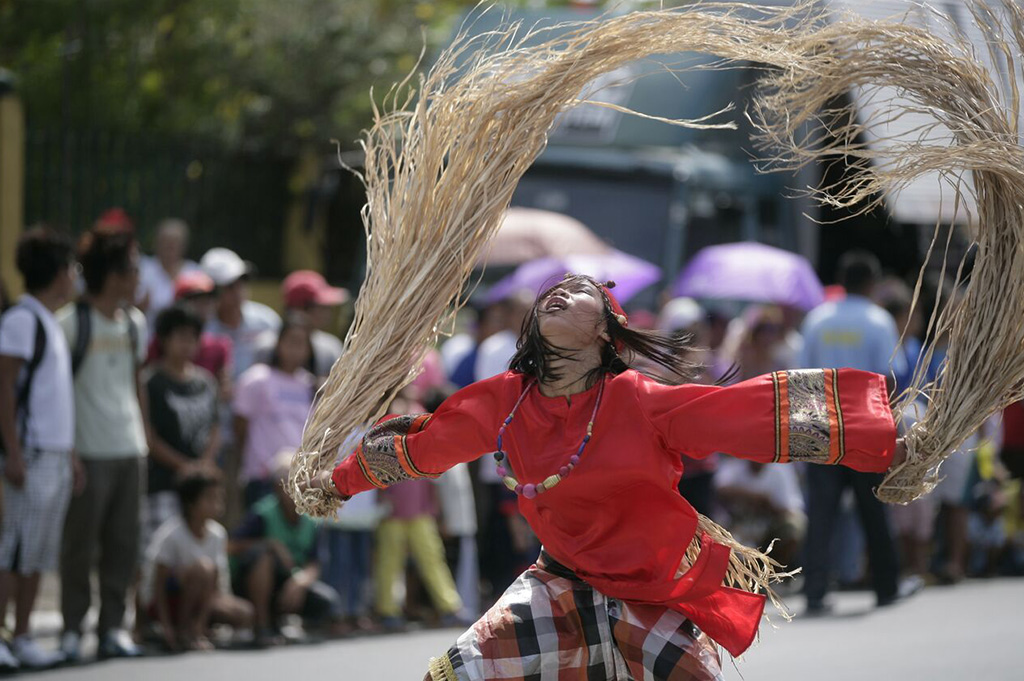
Un intérprete representando a un chamán babaylán en un festival tradicional de Bago, Negros Occidental.

Una babaylán (también balian o katalonan, entre muchos otros nombres) era el equivalente a chamán en varios grupos étnicos de la Filipinas precolonial. Estas chamanes se especializaron en comunicarse con los espíritus de los muertos y los espíritus de la naturaleza. Casi siempre eran mujeres u hombres feminizados (baklâ). Se creía que poseían guías espirituales, mediante los cuales podían contactar e interactuar con los espíritus y las deidades (anito o diwata) y el mundo espiritual. Su papel principal era como médium durante los rituales de sesiones del ritual pag-anito. También hubo varios subtipos de babaylanes especializados en las artes de curación y herbolaria, adivinación y hechicería.
Las babaylanes eran miembros muy respetados en la comunidad, al mismo nivel que los maginoo (clase noble). En ausencia del datu (jefe), la/él babaylán asume el papel de jefe interino del dominio. Los babayanes eran poderosos especialistas en rituales que tenían influencia sobre el clima, y pueden aprovechar diversos espíritus en los reinos natural y espiritual. Se creía que los babaylanes poseían el poder de bloquear la magia oscura de un espíritu maligno y curar a los enfermos o heridos. Entre sus misiones también estaba el asegurar un embarazo y un parto seguros. Como médium espiritual, los babaylanes dirigían rituales con ofrendas a las diversas divinidades o deidades. Como expertos en tradiciones divinas y de hierbas, encantamientos y brebajes de remedios, antídotos y una variedad de pociones de varias raíces, hojas y semillas, los babaylanes también fueron considerados aliados de ciertos datus para subyugar a un enemigo, por lo que también eran conocidos por su especialización en combate médico y divino.
Su influencia disminuyó cuando la mayoría de los grupos étnicos de Filipinas se convirtieron gradualmente al islam o al catolicismo. Bajo el imperio español, los babaylanes a menudo fueron calumniados y acusados de brujería y de «servidores del Diablo». Existieron numerosos enfrentamientos entre los seguidores del culto tradicional animista y los nuevos cristianos, como el Levantamiento de Tamblot (1621), aunque finalmente los babaylanes fueron perseguidos y extinguidos duramente por el clero español. En la sociedad filipina moderna, sus roles han sido asumidos en gran parte por curanderos populares, que ahora son predominantemente masculinos, mientras que algunos todavía son acusados falsamente como «brujos». En áreas donde las personas no se han convertido a las religiones abrahámicas, especialmente en los dominios ancestrales de los pueblos indígenas, los chamanes y sus rasgos culturales han seguido existiendo con sus respectivas comunidades, aunque estos chamanes y sus prácticas están despareciendo progresivamente.

## Etimología

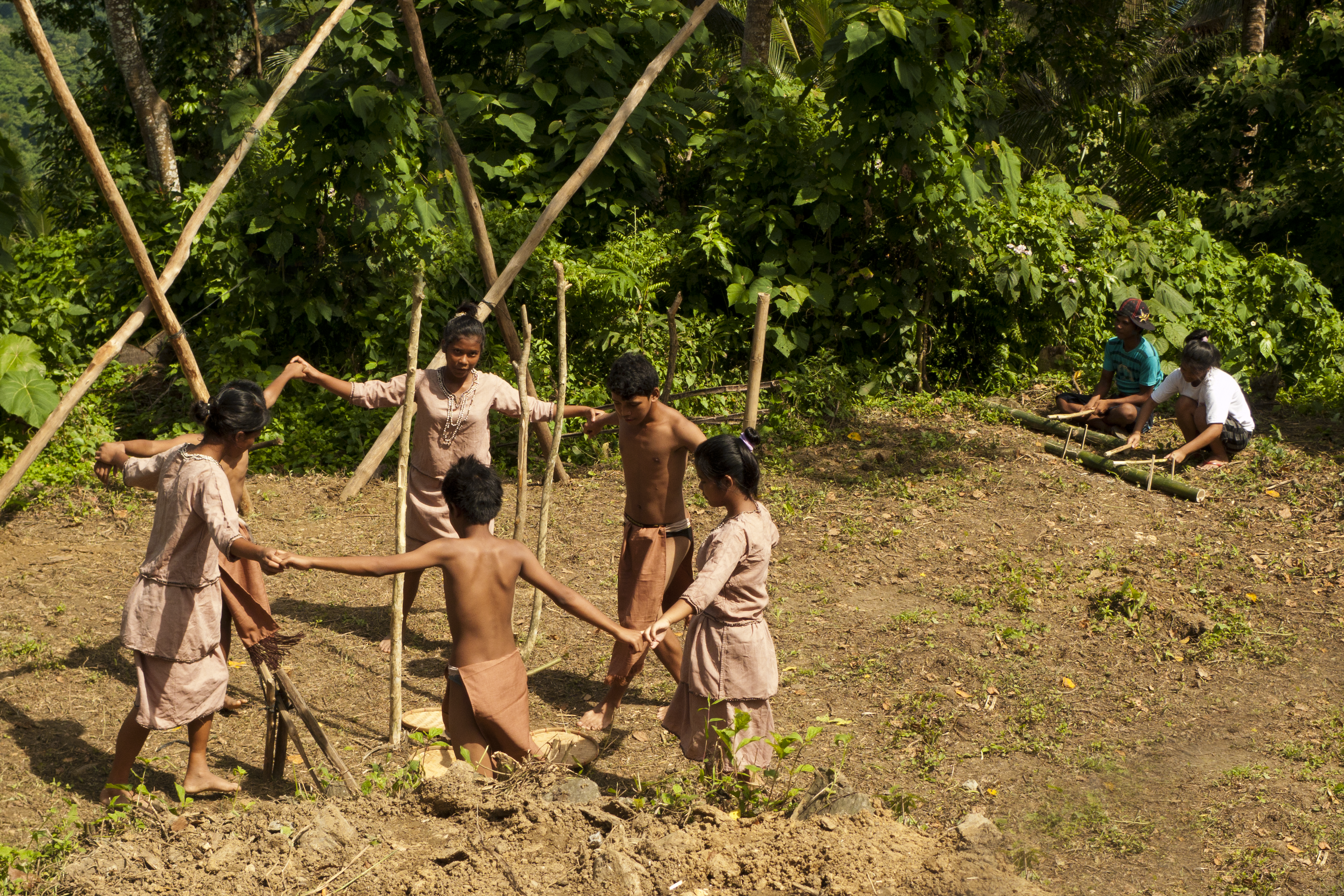
Un ritual del Iraya Mangyan para preparar tierra para kaingin (agricultura desplazada)

Babaylan y sus términos relacionados provienen del proto-malayo-polinesio occidental *balian, que significa «chamán» o «médium» (es probable que originalmente significase «hembra», «travestido» o «hermafrodita»). Varios cognados en otras lenguas austronesias no-filipinas incluyen: babalian, bobolian, y bobohizan (en las lenguas kadazan-dusun); wadian (en las lenguas ma'anyan); belian (en iban); belian (en malayo); walen o walyan (en javanés antiguo); balian (en balinés); bolian (en mongondaw); balia (en uma); wulia o balia (en bare'e); balia (en wolio); balian (en ngaju) y balieng (en makasarés).
El lingüista Otto Dempwolff ha teorizado que en última instancia puede derivarse del proto-austronesio *bali («acompañar») con el sufijo *-an, en el sentido de «uno que escolta un alma al otro mundo» (un psicopompo). Sin embargo, los lingüistas Robert Blust y Stephen Trussel han notado que no hay evidencia de que *balian sea una forma sufijada, y por lo tanto creen que la interpretación de Dempwolff es incorrecta.

## Terminología
El término más común para las chamanes en Filipinas es baylan, balian y sus variantes. Sin embargo, diferentes grupos étnicos tenían diferentes nombres para los chamanes, incluidos los chamanes con roles especializados. Éstos incluyen:
- Abaknon: tambalan[22]
- Aeta/Agta: anitu, puyang (también poyang, pawang, pauang), huhak (adivinadora)
- Bagobo: mabalian[23]
- Balanguingui: duwarta[24]
- Banwaon: babaiyon (también para las datu femeninas)[25]
- Bikol: balyán, balyán-a, balyana, paraanito, paradiwata
- Bukidnon: baylan
- Gaddang: mailang[26]
- Hanunó'o: balyán, balyán-an
- Higaonon: baylan[27]
- Ibaloi: mambunong[28]
- Igorrotes (Ifugao): mandadawak, dawak, insupak, mon-lapu, tumunoh, alpogan, mumbaki, manalisig (aprendiz)
- Ilocanos: baglan, mangoodan, manilao, mangalag (médium), mangngagas (herborista)
- Isneg: alopogan, dorarakit, anitowan[29]
- Itneg: mandadawak, alpogan
- Ivatan: machanitu (médium), maymay (partera), mamalak (adivinadora)[30]
- Kankana-ey: manbunong (médium), mansib-ok (curandera), mankotom (adivinadora, también mankutom)
- Kapampangan: katulunan (also catulunan)
- Karay-a: ma-aram, mangindaloan (healer), soliran (diviner, also soli-an)
- Lumad: balian, balyan, mabalian
- Maguindánao: walian (partera y chamán), pendarpa'an (médium), pedtompan (médium), tabib (curandera), pangagamot ([aprendiz] sanadora, también ebpamanggamut), ebpamangalamat (adivinadora)[31][32]
- Mamanoá: baylan, binulusan, sarok, tambajon (curandera, también tambalon)[33]
- Mandaya: baylan, balyan, baliyan
- Manobo: beylan, baylanen (también baylanon), manhuhusay (mediador, guardián de tradiciones, también tausay), manukasey (sanador contra la brujería),[34] walian
- Maranao: walian
- Paraguano: beljan
- Sama-Bajau: balyan, wali jinn, dukun, papagan, pawang, bomoh, kalamat (adivinadora),[35] panday (curandera, partera)[36]
- Sarangani: magbulungay[25]
- Subanen: balian, tanguiling
- Suludnon: banawangon
- Tagalo: katalonan (también katalona, catalona, catalonan), manganito, sonat, anitera (o anitero), lubus (herbalist), manggagagamot (curandera), manghuhula o pangatahoan (adivinadora), hilot (partera)
- Talaandig: walian
- Tausug: mangubat (también mangungubat, magubat),[37] pagalamat (adivinadora)[38]
- Tagbanwa: bawalyan, babaylan
- T'boli: tao d'mangaw,[39] tao mulung (curandera)
- Lenguas bisayas: babaylan (también babailán, babailana), baylan (también balyan, balian, baliana, vaylan), daetan (also daytan, daitan), katooran (also catooran), mamumuhat, makinaadmanon, diwatera (or diwatero), anitera (or anitero), mananambal (curandera), himagan (curandera), siruhano (herborista), manghuhula or manghihila (adivinadora), mananabang (partera)
- Yakan: bahasa

- Abaknon: tambalan[22]
- Aeta/Agta: anitu, puyang (also poyang, pawang, pauang), huhak (diviner)
- Bagobo: mabalian[23]
- Balanguingui: duwarta[24]
- Banwaon: babaiyon (also the female datu of the tribe)[25]
- Bikol: balyán, balyán-a, balyana, paraanito, paradiwata
- Bukidnon: baylan
- Gaddang: mailang[26]
- Hanunó'o: balyán, balyán-an
- Higaonon: baylan[27]
- Ibaloi: mambunong[28]
- Igorot (Ifugao): mandadawak, dawak, insupak, mon-lapu, tumunoh, alpogan, mumbaki, manalisig (apprentice)
- Ilocano: baglan, mangoodan, manilao, mangalag (medium), mangngagas (herbalist)
- Isneg: alopogan, dorarakit, anitowan[29]
- Itneg: mandadawak, alpogan
- Ivatan: machanitu (medium), maymay (midwife), mamalak (diviner)[30]
- Kankana-ey: manbunong (medium), mansib-ok (healer), mankotom (diviner, also mankutom)
- Kapampangan: katulunan (also catulunan)
- Karay-a: ma-aram, mangindaloan (healer), soliran (diviner, also soli-an)
- Lumad: balian, balyan, mabalian
- Maguindánao: walian (female shaman, midwife), pendarpa'an (medium), pedtompan (medium), tabib (healer), pangagamot ([apprentice] healer, also ebpamanggamut), ebpamangalamat (diviner)[31][32]
- Mamanoá: baylan, binulusan, sarok, tambajon (healer, also tambalon)[33]
- Mandaya: baylan, balyan, baliyan
- Manobo: beylan, baylanen (also baylanon), manhuhusay (mediator, keeper of traditions, also tausay), manukasey (healer against sorcery),[34] walian
- Maranao: walian
- Paraguano: beljan
- Sama-Bajau: balyan, wali jinn, dukun, papagan, pawang, bomoh, kalamat (diviner),[35] panday (healer, midwife)[36]
- Sarangani: magbulungay[25]
- Subanen: balian, tanguiling
- Suludnon: banawangon
- Tagalog: katalonan (also katalona, catalona, catalonan), manganito, sonat, anitera (or anitero), lubus (herbalist), manggagagamot (healer), manghuhula or pangatahoan (diviner), hilot (midwife)
- Talaandig: walian
- Tausug: mangubat (also mangungubat, magubat),[37] pagalamat (diviner)[38]
- Tagbanwa: bawalyan, babaylan
- T'boli: tao d'mangaw,[39] tao mulung (healer)
- Visayan: babaylan (also babailán, babailana), baylan (also balyan, balian, baliana, vaylan), daetan (also daytan, daitan), katooran (also catooran), mamumuhat, makinaadmanon, diwatera (or diwatero), anitera (or anitero), mananambal (healer), himagan (healer), siruhano (herbalist), manghuhula or manghihila (diviner), mananabang (midwife)
- Yakan: bahasa

## Iniciación

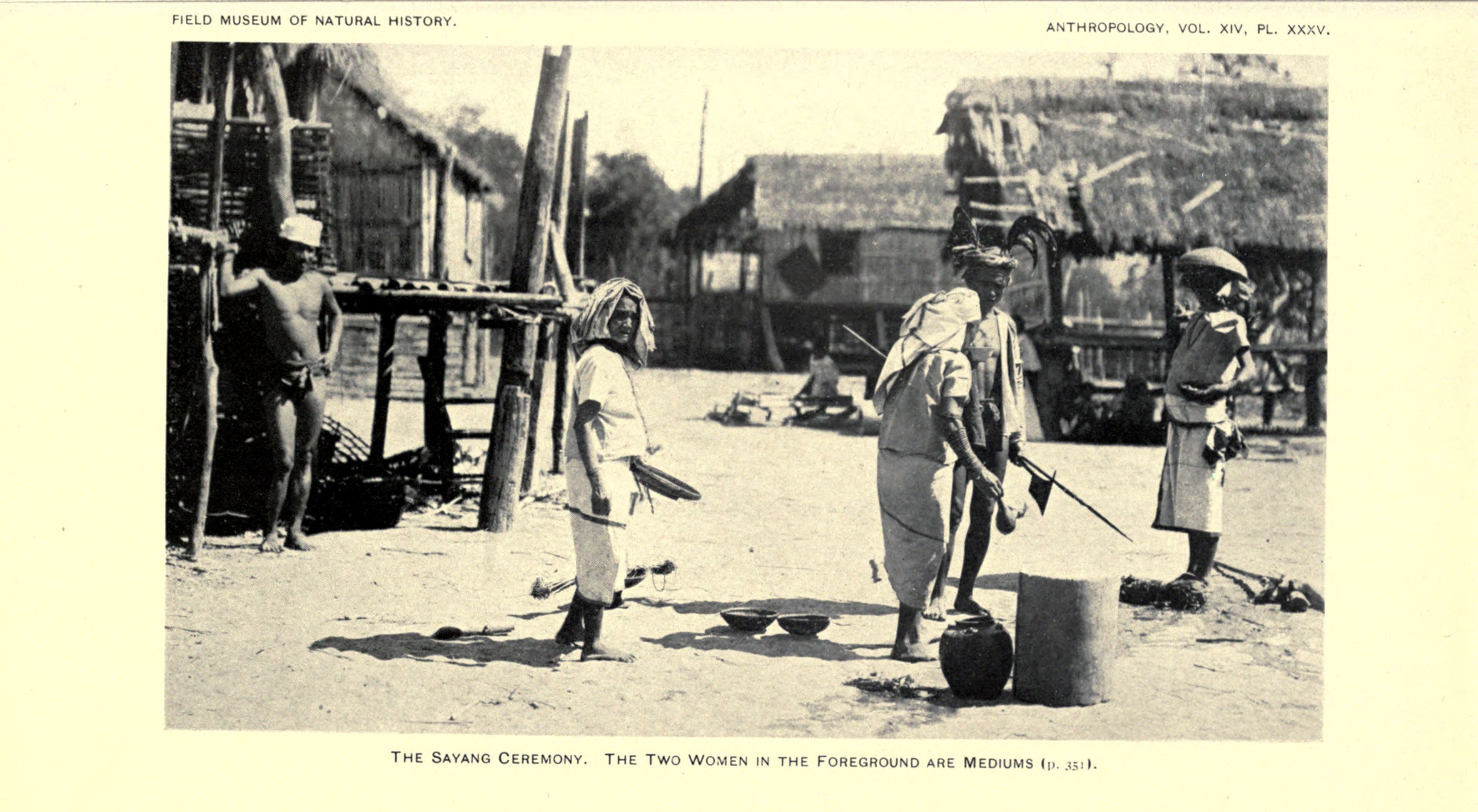
Chamanes itneg (las dos mujeres en el foreground) conduciendo un ritual sayang (1922)

La mayoría de babaylanas heredaron su estatus de un/una babaylán maestra de la que fueron aprendices voluntarias, generalmente un pariente. En algunas culturas, como los isneg de la Cordillera, los chamanes mayores pueden elegir aprendices entre las mujeres jóvenes elegibles de la aldea.
Sin embargo, algunos se convierten en babaylán después de experimentar lo que se ha denominado una «crisis iniciática chamánica» (también «enfermedad chamánica» o «locura chamánica»). Esto incluye enfermedades serias o crónicas, experiencias cercanas a la muerte, epilepsias repentinas y temblorosas, depresión, comportamientos extraños (incluyendo subirse a árboles balete o desparacer varios días sin memoria de los acontecimientos), episodios de locura (incluyendo aquellos inducidos por trauma psicológico de un acontecimiento pasado), y sueños o visiones extrañas. Estos se consideran encuentros con los espíritus, donde se dice que el alma de la persona viaja hacia el mundo de los espíritus. En casos como este, se dice que un espíritu eligió a la persona, en lugar de al revés.
Después de ser elegidos, los chamanes realizan un rito de iniciación. Estos ritos están destinados a ganar o transferir el patrocinio de un espíritu. Entre los bisayanos, este ritual se conoce como tupad o tupadan. En los casos de personas con «enfermedad chamánica», estos ritos de iniciación se consideran la cura, donde el iniciado recupera la salud o la cordura al aceptar los deseos de los espíritus y «responder a la llamada». Cuando se ofrece como voluntario en lugar de ser voluntario, a sus familiares generalmente se les exige que paguen una gran tarifa al chamán mayor por la capacitación. Los ritos de iniciación pueden variar desde simplemente inducir un trance a través de hierbas o alcohol, hasta inducir crisis personales a través de dificultades físicas o psicológicas. Ejemplos extremos de ritos de iniciación incluyen ser enterrado vivo o sumergido en agua durante la noche.
Después de la iniciación, los aprendices son entrenados en los detalles de su rol. Esta capacitación incluye aprender sobre los rituales, los cantos y las canciones, los sacrificios apropiados para cada espíritu, historias orales, hierbas y prácticas curativas, y hechizos mágicos, entre otros. Por lo general, ayudan al chamán mayor durante las ceremonias hasta que se completa su entrenamiento, lo que puede llevar meses o años. Cada chamán puede tener uno o más de estos aprendices, en diferentes rangos o especializaciones.

### Guías espirituales

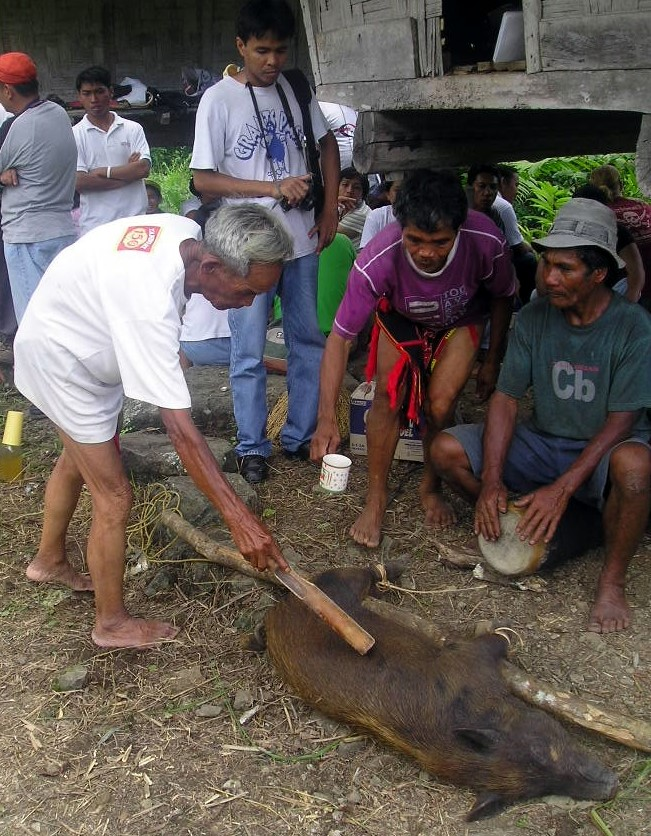
Un mumbaki ifugao supervisando el sacrificio ritual de un cerdo durante el ritual dipdipo

El poder del chamán para comunicarse con el mundo espiritual se deriva de sus compañeros espirituales que los guían e interceden por ellos. A estos espíritus generalmente se les conoce en términos eufemísticos como abyan («amigo»), alagad o bantay («guardián») o gabay («guía»), entre otros términos. Los chamanes tienen al menos un abyan, y los chamanes más poderosos tienen muchos. También se cree que ciertos individuos, como líderes poderosos o guerreros (especialmente aquellos con parientes chamanes) tienen su propio abyan que les da poderes mágicos. También se cree que un abyan guía, enseña e inspira a artistas y artesanos expertos en la comunidad.
Los espíritus abyan pueden ser espíritus ancestrales (anito), pero más comúnmente son espíritus no humanos (diwata). Los chamanes tienen compañeros espirituales desde su nacimiento, llamaron su atención durante la «enfermedad chamánica» o ganaron su lealtad durante la iniciación al chamanismo. Se cree que los espíritus son seres sociales, con peculiaridades y personalidades individuales (tanto buenas como malas). La amistad con el abyan depende de la reciprocidad. Los chamanes no les mandan. Las personas con abyan deben ofrecer regularmente sacrificios a estos espíritus, que generalmente consisten en alimentos, bebidas alcohólicas, ngangà y sangre de un animal sacrificado (generalmente un pollo o un cerdo) para mantener buenas relaciones. Esta amistad con el abyan, una vez ganada, es duradera. Se convierten, en esencia, en parte de la familia. El abyan de un chamán fallecido a menudo «regresará» a un pariente vivo que también podría optar por convertirse en chamán.
Los abyan son esenciales en los rituales chamánicos, ya que evitan que el alma del chamán se pierda en el mundo espiritual. También comunican súplicas en nombre del chamán a espíritus o deidades más poderosas, y luchan contra los espíritus malignos durante los rituales de curación o exorcismo.

### Sexo y género

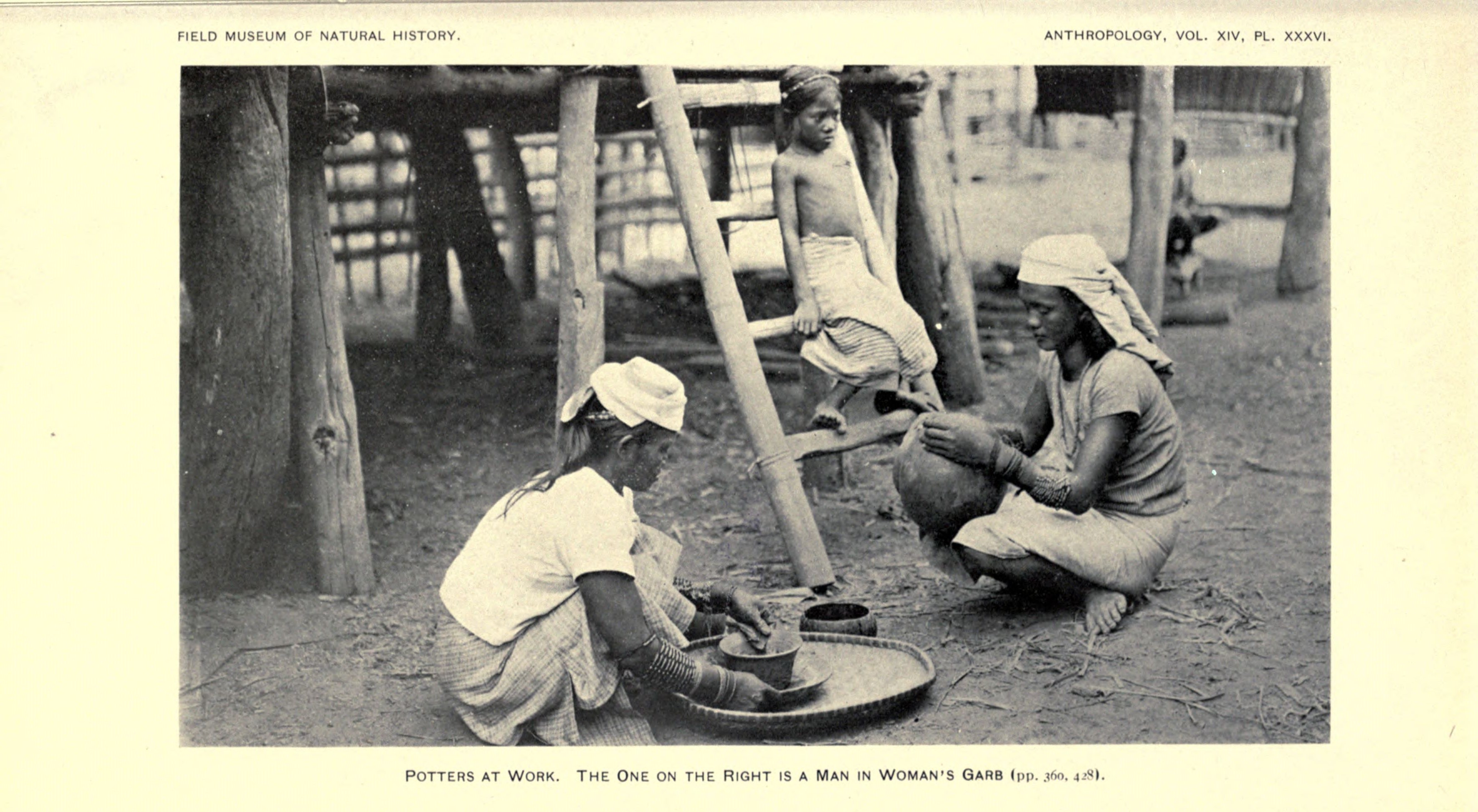
Alfareros itnegas, la persona de la derecha es un bayok con atuendo femenino (1922).

En la mayoría de los grupos étnicos filipinos, los chamanes eran predominantemente femeninos debido a que el papel del chamán (especialmente el de médium) era intrínsecamente femenino. Entre la minoría de hombres, la mayoría pertenecía a una clase especial de chamanes: los hombres feminizados conocidos como baklâ, o asog en las Bisayas y bayok en Luzón. El asog asume un tono vocal, unos modales, un peinado y una vestimenta propiamente femeninas. Fueron tratados como mujeres por la comunidad y trabajaron en profesiones tradicionalmente femeninas como el chamanismo, la cerámica y el tejido.
En Historia de las islas e indios de Bisayas (1668), el historiador y misionero español Francisco Ignacio Alcina registra que los asog se convirtieron en chamanes en virtud de ser ellos mismos. A diferencia de las mujeres chamanas, no necesitaban ser elegidas ni se sometían a ritos de iniciación. Sin embargo, no todos los asog se entrenaban para convertirse en chamanes.
Sin embargo, los chamanes masculinos seguían siendo raros en algunas áreas. El Manuscrito de Bolinao (1685), por ejemplo, registra que durante una investigación de la Inquisición Española de los chamanes en la ciudad de Bolinao entre 1679 y 1685, se confiscaron parafernalia animista a 148 personas. De ellos, 145 eran chamanes, y los tres restantes eran chamanes travestis masculinos. Aunque esta rareza de los chamanes masculinos femeninos puede no haber sido siempre el caso en todos los grupos étnicos. Castano (1895) afirma que la gente de Bicol celebraría un ritual de acción de gracias llamado atang que fue «presidido» por un sacerdote «afeminado» llamado asog. Su contraparte femenina, llamada baliana, lo ayudó y guio a las mujeres a cantar lo que se llamaba el soraki, en honor a Gugurang.
Los babaylanes pueden casarse libremente y tener hijos, incluidos hombres que fueron registrados por los primeros colonos españoles como casados con hombres. En algunos grupos étnicos, el matrimonio era un requisito previo para obtener el estatus de chamán completo.
Después de la conquista española de Filipinas, la práctica del chamanismo se volvió clandestina debido a la persecución del clero católico. Durante este período, los chamanes masculinos (particularmente aquellos especializados en las artes no religiosas de herboristería y curación) se hicieron predominantes. Las chamanes femeninas se volvieron menos comunes, mientras que los asog (chamanes u otros) fueron castigados severamente y obligados a esconderse. Sin embargo, el cambio en el estatus de las mujeres y la exclusión del asog no cambiaron de inmediato el papel originalmente femenino de los chamanes. Los chamanes masculinos de finales del siglo XVII todavía se vestían como mujeres durante los rituales, a pesar de que no lo hacían en sus actividades cotidianas. A diferencia del antiguo asog, no tenían relaciones sexuales con otros hombres y, de hecho, pero no siempre, estaban casados con mujeres.

## Funciones

### Médium espiritual

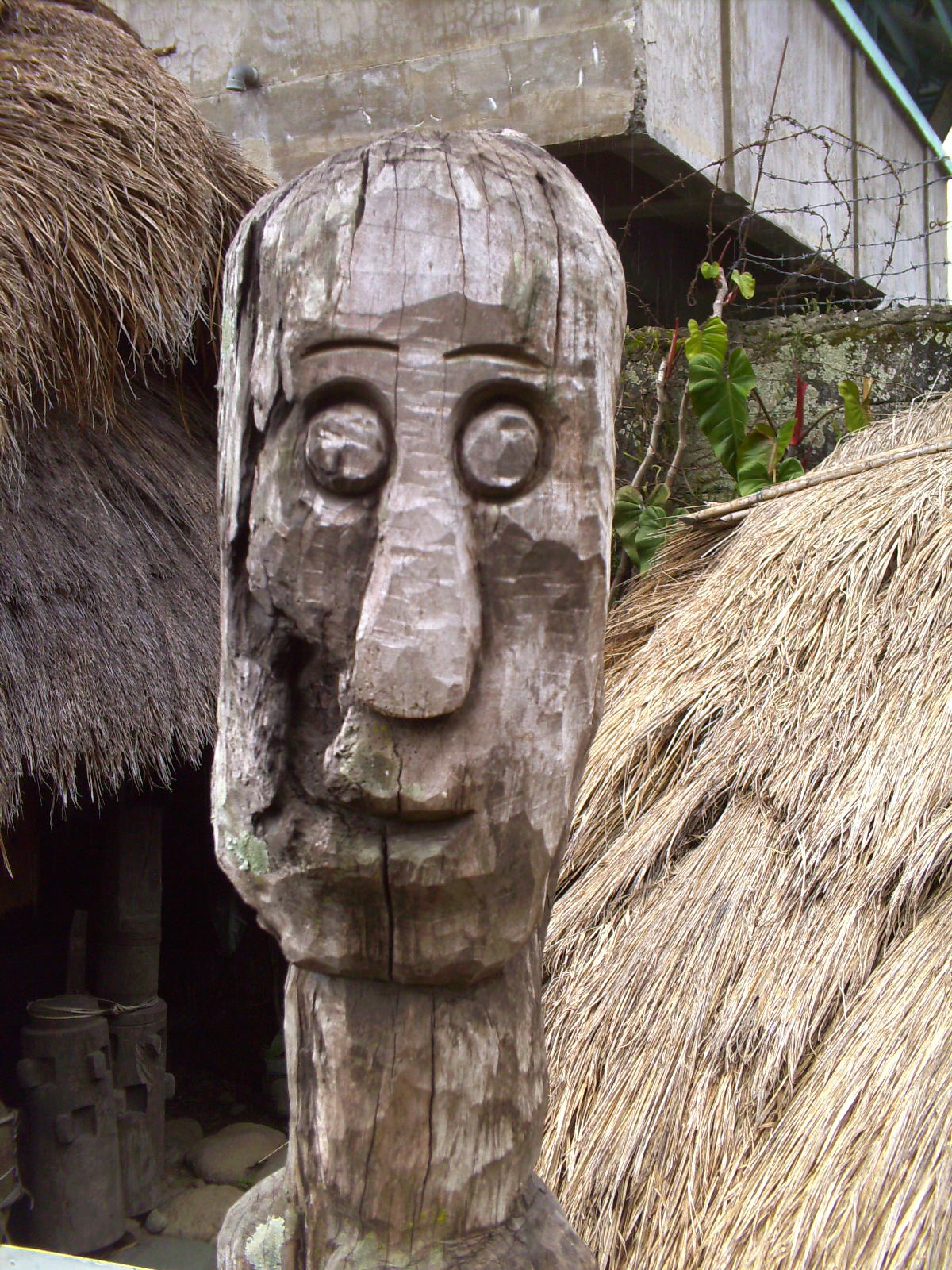
Ato, dios de la fertilidad de los bontoc

El papel principal de los chamanes era el de médiums espirituales. Eran intermediarios entre el mundo físico y el mundo espiritual, debido a su capacidad para influir e interactuar con los espíritus (anito), tanto malévolos como benévolos.
Hay dos tipos generales de espíritus que usualmente interactúan en los rituales de sesión. Los primeros son los espíritus ambientales o de la naturaleza, «ligados» a una ubicación particular o fenómeno natural (similar a los genius loci). «Poseen» lugares y conceptos como campos agrícolas, bosques, acantilados, mares, vientos, rayos o reinos en el mundo espiritual. Algunos también eran «guardianes» o tótems de varios animales y plantas. Tienen cualidades inhumanas y abstractas, que reflejan sus dominios particulares. Normalmente no aparecen en forma humana y generalmente no tienen género o son andróginos. Raramente se preocupan por los asuntos humanos. Los rituales que involucran a estos espíritus casi siempre se llevan a cabo al aire libre.
El segundo tipo de espíritus son los espíritus «no-ligados» que tienen existencia independiente. Aparecen en en formas similares a animales (generalmente como pájaros) o a humanos, tienen diferenciación de género y tienen nombres personales. Son más similares a las hadas de folclore europeo. Estos son los tipos más comunes de espíritus para convertirse en abyan, ya que son los más «sociables» y pueden interesarse en las actividades humanas. Estos espíritus generalmente se conocen como engkanto (del castellano, «encanto») en el folclore filipino moderno. A diferencia de los espíritus «atados», estos espíritus pueden ser invitados a hogares humanos, y sus rituales pueden llevarse a cabo tanto en exteriores como en interiores.
Sin embargo, estas categorías no son estáticas. Un espíritu atado puede desatarse, y viceversa. Algunos chamanes tienen guías espirituales que originalmente son espíritus naturales que se han desatado.
No todos los rituales chamánicos resultan en posesión espiritual. Los espíritus desatados siempre poseen chamanes durante los rituales. Ya sea voluntaria o involuntariamente. En contraste, los espíritus atados, por regla general, no poseen chamanes. En cambio, el chamán simplemente les habla. Los espíritus unidos que inadvertidamente «se adhieren» a los humanos se consideran peligrosos y son las causas de enfermedades espirituales, que van desde la confusión, los antojos de comida extraños, la lujuria y la ira irracional. A veces, para hablar con ciertos espíritus atados, el chamán puede necesitar la intercesión de su abyan, que a su vez poseerá al chamán. Los espíritus unidos también pueden interactuar con personas que no son chamanes, como cuando se ofrecen sacrificios al espíritu del bosque antes de una cacería.

### Curandero
La curación era el papel más importante para los chamanes en sus comunidades. Los chamanes distinguieron entre dos tipos de enfermedades, las enfermedades naturales (o no-espirituales) y las enfermedades espirituales. Las enfermedades naturales no requieren un chamán para la curación, mientras que las enfermedades espirituales sí.
Como en otras culturas austronesias, los filipinos animistas creían en el concepto de dualismo del alma (a veces referido como «almas gemelas» o «almas dobles»). Se cree que una persona está compuesta por al menos dos almas: el aliento de vida (ginhawa o hininga, que permanece con el cuerpo vivo) y el alma astral (el kalag o kaluluwa, que puede viajar al mundo de los espíritus). Se cree que el ginhawa reside en la boca del estómago (generalmente el hígado), mientras que el kalag reside en la cabeza. El ginhawa representa el cuerpo y los impulsos corporales de la persona; mientras que el kalag representa la identidad, la mente y la fuerza de voluntad de la persona. Ambos son necesarios en una persona viva.
Las enfermedades naturales son el resultado del daño al ginhawa. Si bien no requieren un chamán, siguen siendo importantes, ya que la muerte del ginhawa también significará la muerte del cuerpo. Pueden ir desde heridas, huesos rotos, envenenamiento y mordeduras de serpientes. Estos pueden ser tratados por chamanes expertos, pero con mayor frecuencia fueron relegados a aprendices o asistentes especializados en curación o herboristería.
Las enfermedades espirituales, por otro lado, se cree que son causadas por la separación del kalag del ginhawa (referido como «pérdida del alma» en la literatura antropológica). Esta separación ocurre normalmente durante el sueño, donde el kalag se separa para viajar por el mundo espiritual, lo que resulta en sueños. Sin embargo, cuando esta separación ocurre cuando la persona está despierta, resulta en enfermedades espirituales. Las causas de la separación pueden incluir que el kalag se pierda en el mundo espiritual; el kalag es capturado, atacado o seducido por otro espíritu; o simplemente la negativa del kalag a regresar al ginhawa. Si bien no es inmediatamente letal, la pérdida del kalag puede resultar en la pérdida de la mente y la identidad de la persona, por lo tanto, locura. Las enfermedades espirituales también incluyen delirio, depresión, trauma, desmayos y otras enfermedades mentales. El comportamiento malo o indeseable también puede atribuirse a la falta de armonía entre el kalag y el ginhawa.
Los chamanes también pueden realizar rituales para sanar y fortalecer el kalag de una persona. Estos incluyen el ritual de batak dungan o batakan entre los chamanes bisayos. Fortalece y potencia el kalag de una persona para prepararla para desafíos, problemas y obstáculos. Este ritual también protege a la persona del posible ataque espiritual causado por espíritus malévolos y hechicería.

#### Masaje tradicional
Además de los rituales y la medicina a base de hierbas, un método de curación tradicional omnipresente realizado por chamanes y curanderos es el masaje con aceites (lana) conocidos como hilot o haplos. Todavía se practica comúnmente hasta nuestros días.

### Adivinador

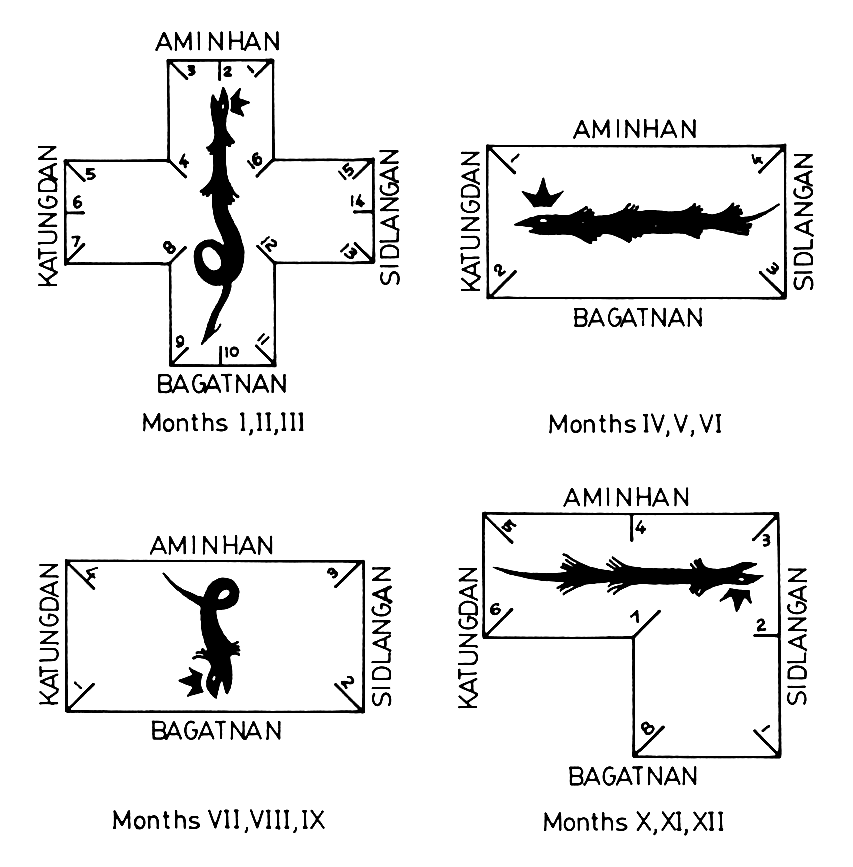
La rotación de los bakunawa en un calendario anual, como se explica en Signosan de Mansueto Porras (1919)

La ción estaba estrechamente ligada a la curación, ya que se usaba principalmente para diagnosticar enfermedades. Puede ser realizado por los chamanes o por aprendices especializados con la habilidad necesaria. Se utilizan diversos parafernalia y rituales para diagnosticar enfermedades, por ejemplo, conchas marinas, jengibre, cristales de cuarzo o alumbre (tawas) y vísceras de pollo. Los adivinos tienen nombres que indican sus métodos preferidos. Por ejemplo, un adivino que usa cristales de alumbre se conoce como magtatawas, mientras que un dor que prefiere realizar un ritual conocido como luop se conoce como mangluluop.
Los adivinos también pueden predecir el futuro y realizar rituales de geomancia. Una criatura mitológica clave utilizada en la geomancia babaylán en las Bisayas es el Bakunawa (o naga), generalmente representado como una serpiente gigantesca o un dragón con una cola en bucle. Los movimientos de los Bakunawa afectaron el mundo físico, desde las fases de la luna hasta los eclipses, el clima, las inundaciones y los terremotos. El Bakunawa era el elemento central en las rosas de los vientos de 16 puntos. Se enfrenta a un punto cardinal diferente cada tres meses; mirando hacia el norte (aminhan), oeste (katungdan), sur (bagatnan) y este (sidlangan) en un año lunar de doce meses. Se cree que la boca del Bakunawa trae desgracia y maldad, y varios puntos en la brújula tenían diferentes aspectos dependiendo de dónde se enfrentaba la boca. Estos fueron consultados al hacer planes futuros como viajes, comercio o matrimonio. Al construir una casa, los chamanes también eran consultados a menudo para determinar la colocación más propicia de los cimientos para evitar la mala suerte traída por los Bakunawa.

### Hechicero
Se creía que algunos chamanes podían controlar el mundo físico a través de encantamientos, talismanes, pociones o sus intermediarios espirituales. Los sanadores están más fuertemente asociados con los hechiceros que los médiums. En la mayoría de los casos, un sanador también es un hechicero. Para curar o contrarrestar las enfermedades hechiceras, los curanderos deben conocer la hechicería. Esta relación es más evidente en la isla de Siquijor, donde los curanderos-hechiceros siguen siendo comunes.
En algunas culturas, como el pueblo Manobo, los chamanes se diferencian por completo de los brujos. Los chamanes tratan con el mundo espiritual y los seres sobrenaturales, pero no tienen poderes mágicos propios; mientras que los hechiceros eran considerados seres humanos con poderes obtenidos de hechizos u objetos mágicos. Las enfermedades que se cree que son causadas por la brujería se tratan de manera diferente a las enfermedades causadas por los espíritus. Los primeros son tratados con contra hechizos, antídotos simples y curación física; mientras que este último requiere la intervención o el diálogo con los espíritus y, por lo tanto, un ritual chamánico.
En cambio, en las sociedades bisayanas, los chamanes más poderosos eran hechiceros conocidos como dalagangan (también dalongdongan o busalian). Supuestamente podrían comandar los elementos a través de hechizos mágicos y la fuerza de su kalag (o dungan) que se equiparaba con el «poder [espiritual]». Sus supuestos poderes incluyen conjurar fuego o agua, vuelo, cambio de forma, invisibilidad, invulnerabilidad y la capacidad de invocar desastres. Los líderes dios-dios de las revueltas campesinas de Bisayas a fines del siglo XIX a menudo afirmaban poseer este tipo de poderes. Un uso más común del poder para mandar elementos es la lluvia. Un ejemplo notable fue Estrella Bangotbanwa, un ma-aram karaya del sur de la provincia de Iloílo. Según la leyenda local, ella alivió una sequía de tres años al realizar un ritual que convocó a una tormenta.
La hechicería no se limitaba a los chamanes, sino que también era un reclamo común para los líderes y los héroes guerreros. En la sociedad preislámica de Maranao representada en el poema épico de Darangen, los héroes nacen con «espíritus gemelos» (tonong en idioma maranao) que les otorgan habilidades sobrehumanas. El rey Awilawil o Ndaw del reino de Kaibat a Kadaan, por ejemplo, tiene un tonong llamado Salindagaw Masingir que puede tomar el aspecto de tifones, inundaciones y pilares de fuego; mientras que el Rey Dalondong, un Mimbantas del reino de Gindolongan Marogong, tiene un tonong llamado Mabokelod, un Romba que tomó la forma de un cocodrilo gigante.

#### Magia negra
También se cree que los brujos tienen poderes que causan daño a otras personas de manera encubierta. Los hechiceros curanderos que practican este tipo de brujería generalmente lo justifican como una forma de castigo criminal, ya que una creencia generalizada es que la magia negra no funciona en personas inocentes. Sus objetivos suelen ser «delincuentes» como ladrones o acaparadores de tierras. También hay hechiceros «verdaderos» que se dice que tienen poderes hechiceros hereditarios. A diferencia de los curanderos, no consideran la justicia de sus acciones. El último tipo de hechiceros a menudo se combinan con los seres malvados sobrenaturales capaces de parecer humanos, como aswang y manananggal.
Uno de los tipos más comunes de magia negra es el uso malévolo de la magia simpática. Esto se conoce por varios nombres como kulam, gaway (en tagalo); barang, hiwit, lágà (en bisayo); tanem, tamay (en ilocano); y pantak (en moro). A pesar de las diferencias en la terminología, los métodos son casi idénticos en las islas Filipinas (y, de hecho, en todo el Sudeste asiático). Este tipo de hechicería utiliza escarabajos, efigies, monigotes, una olla hirviendo o algún otro tipo de representación de la víctima objetivo. Por lo general, están «vinculados» al incluir exuvia corporal, como recortes de cabello o uñas. Estos se activan mediante cantos, hechizos o símbolos (a veces sincretizados con rituales cristianos o musulmanes). El hechicero daña la efigie para causar el daño correspondiente a la víctima, o físicamente «envía» objetos al cuerpo de la víctima (que pueden ir desde insectos, piedras, hasta alfileres). En algunos casos, los ingredientes del ritual determinan los efectos. Por ejemplo, agregar agua de mar a una olla hirviendo «vinculada» a una víctima se dice que causa que el vientre de la víctima se hinche y duela al ritmo de las mareas. Este tipo de hechicería fue documentada ya en el siglo XVII por Francisco Combés.
Otros poderes malévolos son más directos. Estos incluyen la capacidad de matar a otra persona al instante con hechizos mágicos, la capacidad de lanzar maldiciones o el mal de ojo, la capacidad de «secuestrar» el alma de una persona o la capacidad de enviar espíritus malignos o animales de familia para poseer o dañar a la víctima.
Algunos de estos supuestos poderes hechiceros pueden explicarse por el uso de venenos (hilo o lason) y juegos de manos. Sin embargo, en la mayoría de los casos, las acusaciones de este tipo de magia negra a menudo se deben a la paranoia, el pánico moral o la histeria colectiva contra miembros de la comunidad que no le gustan o desconfían, similar a la caza de brujas europea. Las personas acusadas de magia negra a menudo estaban sujetas al ostracismo y, en muchos casos, a la violencia. Esto fue especialmente cierto durante el período colonial español, donde en un caso a mediados del siglo XIX, un curato filipino ordenó el asesinato de 57 personas que sospechaba que eran brujos que lanzaban hechizos malvados a su madre enferma.
Los «ataques» de hechicería se tratan más comúnmente con sumbalik (contrahechizos o antídotos), una forma de hechicería que generalmente no requiere interacción con los espíritus. Supuestamente desvían los efectos de la maldición y la devuelven al taumaturgo. En casos extremos, sumbalik puede matar al taumaturgo. Otros rituales de curación contra la brujería no dañan al taumaturgo, sino que supuestamente los mueve a la pena y revocan la maldición.

## Persecución, decadencia, y sincretización
La colonización española de Filipinas y la introducción del cristianismo católico dieron como resultado la extinción de la mayoría de las prácticas chamánicas nativas. El cristianismo fue visto inicialmente por los filipinos nativos como otro tipo de anito. Los misioneros españoles explotaron este concepto erróneo en su exitosa conversión y ocupación de la mayoría de las islas con un mínimo apoyo militar. Los frailes españoles eran vistos como "chamanes" cuyas almas y guías espirituales eran aparentemente más poderosos que los nativos. Profanaron los objetos religiosos, los árboles sagrados y las áreas sagradas con impunidad, ganándose el asombro de los nativos. También podrían curar varias enfermedades que los chamanes nativos no pudieron.
A fines del siglo XVI, los símbolos y la parafernalia cristiana (como rosarios, crucifijos y agua bendita) se convirtieron en objetos fetiche, y las oraciones y los versos latinos se convirtieron en parte del repertorio de chantos y hechizos mágicos del chamán. Las imágenes de anito (taotao) fueron reemplazadas por ídolos católicos y sus rituales sincretizados, incluida la atribución de poderes aníticos como la curación milagrosa de tocarlos o la capacidad de poseer personas. Estos florecieron ya que fueron tolerados por el clero español como «magia blanca». Los espíritus de la naturaleza (diwata) durante este período también se sincretizaron con los frailes mismos, se les conoció como engkanto y comenzaron a ser descritos como poseedores de rasgos europeos con una propensión a engañar, seducir y engañar a las personas.
El estado previamente alto del babaylan se perdió. El papel de la mujer y la relativa igualdad de género de las culturas animistas filipinas en general se volvió más moderado bajo la cultura patriarcal de los españoles. La mayoría de los babaylanes fueron estigmatizados por el clero católico como brujos, satanistas o mentalmente inestables. Los españoles quemaron todo lo que asociaban como relacionado con las religiones indígenas de los pueblos nativos (incluidos los santuarios como los dambanas), incluso ordenaron a los niños nativos que defecaran en los ídolos de sus propios dioses.

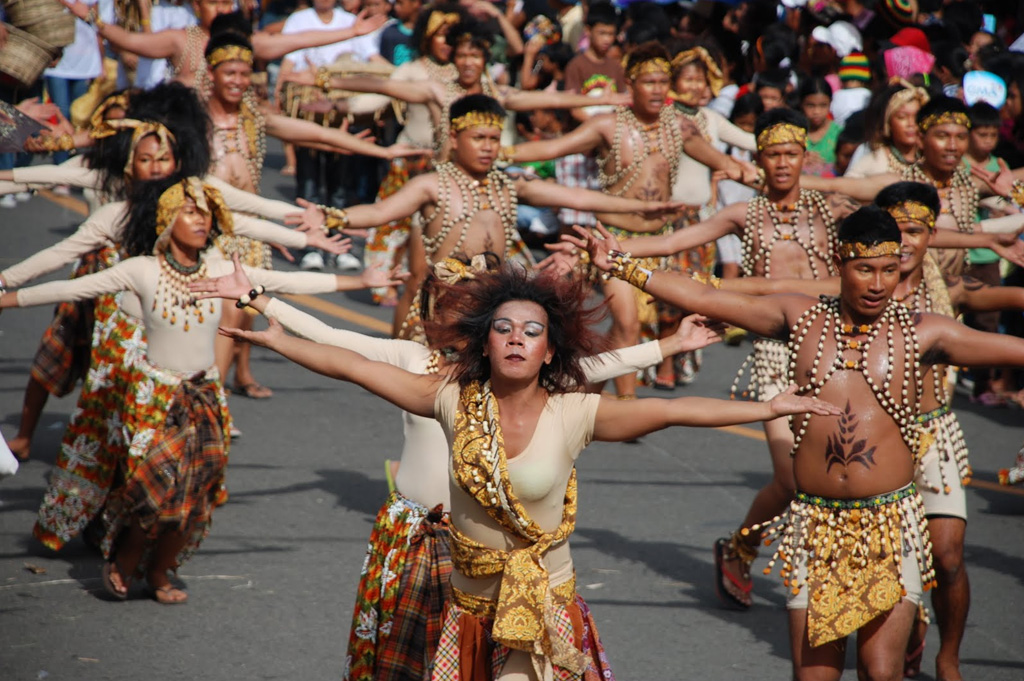
Artistas que representan babaylanes

Sin embargo, unos pocos chamanes fueron asimilados por la iglesia y sincretizaron sus roles en misticismo en el contexto cristiano, convirtiéndose en sanadores de fe y hacedores de milagros. Estos incluyen el movimiento beata en los siglos XVII y XVIII, el movimiento dios-dios mesiánico (y generalmente revolucionario) de finales del siglo XIX y el movimiento espiritista del siglo XX. Sin embargo, sus métodos de adoración siguen siendo básicamente los mismos. Los sanadores de la fe siguen siendo en esencia, médiums; pero en lugar de canalizar a los anito, afirman canalizar santos, ángeles o al Espíritu santo. Los curanderos religiosos de finales del siglo XX y del siglo XXI también utilizan con frecuencia terminología y prácticas esotéricas y pseudocientíficas occidentales (como «energía psíquica» y «cirugía psíquica»), con poca conexión con las religiones chamánicas tradicionales.
Otros abandonaron los aspectos animistas del chamanismo y se convirtieron en curanderos populares (arbularyo), parteras y practicantes de la tradicional terapia de masaje hilot con aceites. Estas versiones modernas del oficio de babaylán ahora son generalmente masculinas (excepto las parteras). Por lo general, se buscan en alimentos menores y en enfermedades que la medicina moderna no puede diagnosticar o curar. Al igual que en el antiguo babaylán, el babaylán moderno distingue entre «enfermedades espirituales» y «enfermedades naturales»; para estas últimas generalmente se acude a un médico.
Del mismo modo, entre los filipinos musulmanes, los chamanes, generalmente hombres, ahora están relegados a la curación popular y al trato con espíritus «indígenas». Todos los demás aspectos de la vida religiosa de los filipinos musulmanes han sido asumidos por los líderes religiosos islámicos.Un equivalente directo de los curanderos y albolaryos filipinos cristianos son los chamanes islamizados conocidos como pandita o guru. Siguen el islam pero también proporcionan prácticas curativas tradicionales y rituales culturales retenidos de su pasado chamánico. Por lo general, realizan ritos menores como aqiqah (cortar el cabello del primogénito) o ruqqiya (exorcismo). También existe una versión de la terapia de masaje tradicional realizada por curanderos populares, conocida como agud o agod entre las gentes de Maranao y Maguindanao.
Los más afectados por este cambio religioso a las religiones abrahámicas fueron los chamanes masculinos asog. Durante los siglos XVII al XVIII, los administradores españoles en Filipinas quemaron a personas condenadas por relaciones homosexuales en la hoguera y confiscaron sus posesiones, de acuerdo con un decreto del presidente de la Real Audiencia, Pedro Hurtado Desquibel. Varios casos de tales castigos fueron registrados por el sacerdote español Juan Francisco de San Antonio en sus Chronicas de la Apostolica Provincia de San Gregorio (1738-1744).
Los hombres feminizados también fueron perseguidos severamente en los grupos étnicos (entonces, recientemente) islamizados en Mindanao. En Historia de las Islas de Mindanao, Iolo, y sus adyacentes (1667), el sacerdote español Francisco Combés registra que este «crimen antinatural» fue castigado por los pueblos musulmanes en Mindanao con la muerte quemándolo o ahogándose, y que sus casas y propiedades también fueron quemados ya que creían que era contagioso.

## Resistencia contra el gobierno colonial
Unos pocos seguidores del chamanismo nativo resistieron el dominio español y la conversión al cristianismo, especialmente en áreas de difícil acceso para los misioneros españoles, como las tierras altas de Luzón y los interiores de Mindanao. En las zonas controladas por los españoles (especialmente en las Bisayas), pueblos enteros desafiarían las políticas de reducciones y se adentrarían más hacia el interior de las islas por demanda de su babaylán. Los rituales chamánicos también continuaron realizándose en secreto en algunas áreas, aunque estos fueron castigados por el clero español cuando se descubrieron.
Las revueltas abiertas dirigidas por chamanes eran comunes durante el dominio español. Además de las primeras revueltas en el siglo XVII, la mayoría de ellas fueron dirigidas por líderes religiosos que practicaban el catolicismo popular en lugar del verdadero chamanismo.

### sigloXVII
La primera revuelta armada registrada liderada por un babaylán fue el levantamiento de Tamblot (1621-1622). Fue dirigido por un chamán llamado Tamblot que vio la propagación del catolicismo como una amenaza. Reunió a unos dos mil seguidores en un esfuerzo por «volver a las viejas costumbres», pero su rebelión fue aplastada por las autoridades españolas con la ayuda de auxiliares nativos convertidos.
La revuelta de Tamblot inspiró otra rebelión en la vecina Carigara, Leyte en el mismo período de tiempo. La revuelta de Bankaw fue dirigida por un datu llamado Bankaw y su hijo Pagali, que era un babaylán. La rebelión de Bankaw fue notable ya que Bankaw fue uno de los primeros conversos al catolicismo en Filipinas. Cuando era joven, había recibido al conquistador Miguel López de Legazpi en 1565 cuando su expedición aterrizó por primera vez en las islas. Al igual que Tamblot, Bankaw y Pagali querían volver a las viejas costumbres. Bankaw renunció a su fe católica y construyó un templo para un diwata. Su rebelión fue derrotada por el gobernador general español Alonso Fajardo de Entenza. Bankaw fue decapitado, mientras que Pagali y otros 81 babaylanes fueron quemados en la hoguera.
La rebelión de Tapar fue un levantamiento en Iloílo, Panay dirigido por un babaylán llamado Tapar en 1663. Tapar sincretizó el chamanismo nativo con la terminología católica y se declaró a sí mismo «Dios Todopoderoso» de una nueva religión. También emuló al antiguo asog vistiéndose con ropa de mujer. Él y sus seguidores mataron a un sacerdote español y quemaron la iglesia de la ciudad antes de escapar a las montañas. Tapar y otros líderes de su movimiento fueron capturados y ejecutados por soldados españoles y filipinos.

### sigloXVIII
Un levantamiento religioso en 1785 en Ituy (Aritao moderno), Nueva Vizcaya fue dirigida por un sanador llamado Lagutao. Afirmó que un brote de viruela en el norte de Luzón fue el resultado de que los nativos abandonaron sus creencias ancestrales. Fue suprimido por vecinos cristianos de la ciudad liderados por frailes dominicos.

### sigloXIX
El siglo XIX vio el surgimiento de los chamanes dios-dios (dos veces dios, queriendo decir literalmente «falso Dios» o «falso profeta»), que eran líderes religiosos llamados así por su inclinación a identificarse con figuras religiosas cristianas. Dirigieron movimientos religiosos de culto (sectas), prometiendo prosperidad, poderes sobrenaturales o sanación a sus seguidores. La mayoría eran meros charlatanes que vendían amuletos y pedazos de papel «mágicos». Sus miembros eran en su mayoría de los pobres rurales analfabetos que tenían poco conocimiento de las enseñanzas católicas formales y vivían en extrema pobreza bajo el dominio colonial.

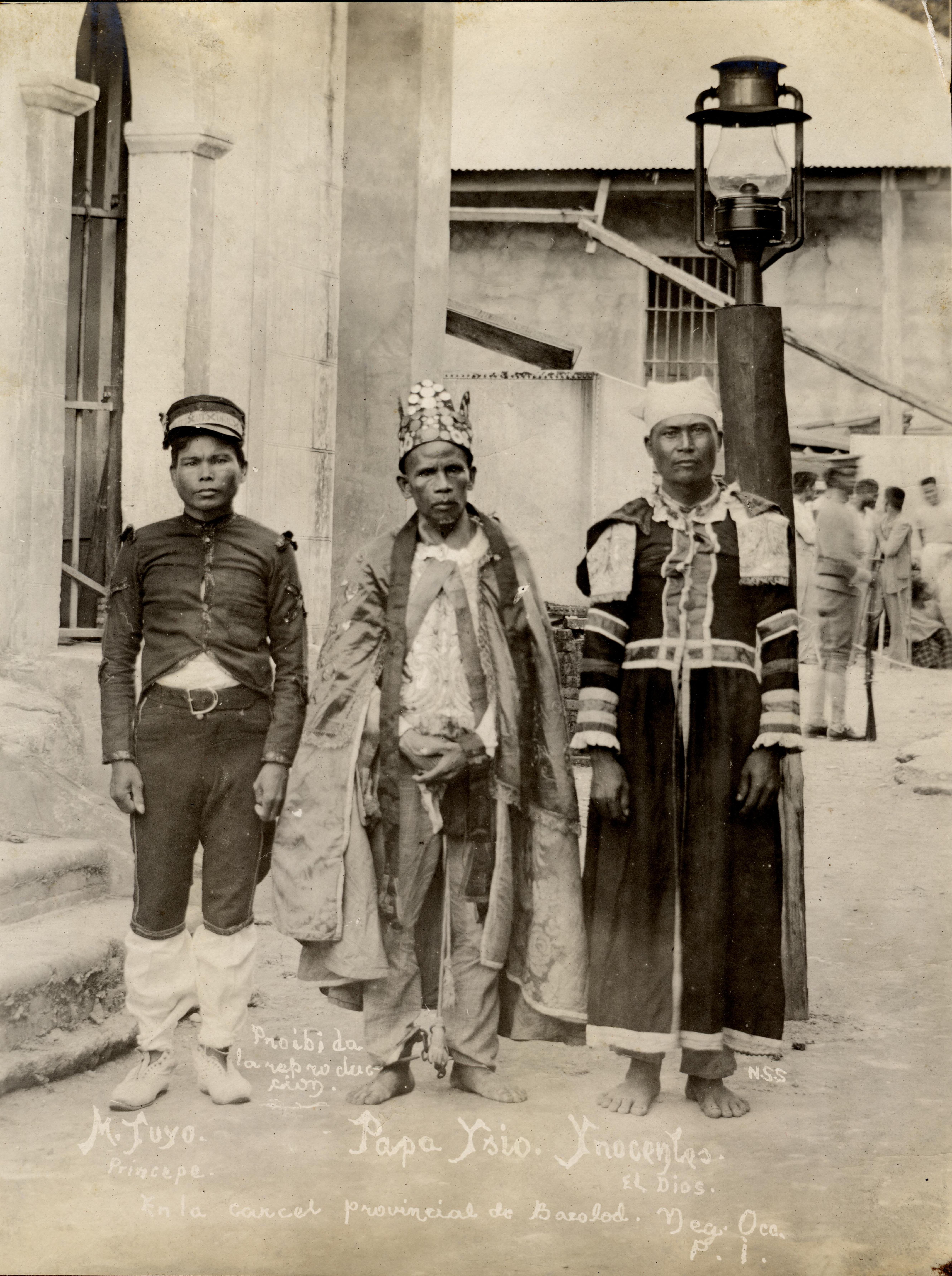
Papa Isio con dos seguidores babaylanes en una prisión en Bacólod después de su rendición a las autoridades estadounidenses en 1907. Nótese sus «vestimentas papales» y el vestido de mujer que llevaba el hombre a su izquierda.

Existen numerosos ejemplos de líderes dios-dios en el siglo XIX, entre ellos Lungao, un sanador de Ilocos que afirmó que era Jesucristo en 1811; Ignacio Dimas, quien dirigió los «Tres Cristos» de Libmanan, Nueva Cáceres (Camarines Sur actual) que afirmó que tenían poderes sobrenaturales sobre las enfermedades en 1865; Benedicta, una anciana y una sanadora que se llamó a sí misma «La Santa de Leyte» en 1862 y profetizó que la isla de Leyte se hundiría; Clara Tarrosa, una babaylán de ochenta años en Tigbauan, Iloílo a fines de la década de 1880 que se proclamó a sí misma la Virgen María y se aisló a sí misma y a sus seguidores del dominio español; Francisco González (alias Francisco Sales o Fruto Sales) de Jaro, Leyte, quien afirmó en 1888 que era un rey enviado para salvar a la gente de otra gran inundación llevándolos a una ciudad que se levantaría de las olas; y muchos más. Estos movimientos fueron generalmente reprimidos por los españoles al encarcelar a sus líderes o exiliarlos.
El movimiento dios-dios fue inicialmente puramente religioso, solo reaccionando defensivamente a la persecución española. Sin embargo, en la década de 1880, algunos grupos dios-dios se volvieron más violentamente anticoloniales. El primer grupo de este tipo fue el dirigido por Ponciano Elofre, un cabeza de barangay de un sitio de Zamboanguita, en Negros Oriental. Tomó el nombre de Dios Buhawi («Dios del torbellino») y se proclamó el salvador del pueblo. Declaró que dejarían de pagar impuestos al gobierno español. Formó una comunidad de alrededor de 2.000 seguidores (a quienes las autoridades españolas llamaron «los babaylanes») y atacaba regularmente a las ciudades controladas por los españoles. Emulando a los antiguos chamanes asog, se vistió con ropa de mujer y asumió modales femeninos a pesar de que estaba casado con una mujer. Reclamó poderes sobrenaturales muy parecidos al antiguo dalagangan. Fue asesinado mientras atacaba la ciudad de Siaton en 1887. Su esposa y familiares intentaron continuar el movimiento, pero finalmente fueron capturados y exiliados por las autoridades españolas. Los remanentes del grupo descendieron al bandolerismo o se unieron a otros movimientos dios-dios posteriores.
Otro levantamiento dios-dios fue dirigido por un chamán llamado Gregorio Lampinio (más conocido como Gregorio Dios, y también conocido como Hilario Pablo o simplemente, Papa) en Antique desde 1888. El levantamiento se formó cerca del Monte Balabago, un lugar sagrado lugar de peregrinación para chamanes. Lampinio lideró una fuerza de alrededor de 400 personas. Recogieron las llamadas «contribuciones babaylanes» (un impuesto revolucionario), difundieron ideas anticoloniales y lanzaron ataques contra ciudades en Antique e Iloílo. El grupo fue finalmente suprimido por la Guardia Civil en 1890.
La última rebelión significativa de dios-dios en el siglo XIX fue dirigida por Dionisio Magbuelas, más conocido como Papa Isio. Fue un exmiembro del grupo Dios Buhawi. Organizó su propio grupo de babaylanes a partir de los restos de los seguidores de Elofre y lideró un levantamiento en Negros Occidental en 1896 contra el dominio español. Después de que Filipinas fue cedida a los Estados Unidos tras la guerra hispano-estadounidense (1898), inicialmente fue nombrado jefe militar de La Castellana, Negros Occidental bajo el gobierno estadounidense. Sin embargo, recuperó la resistencia armada nuevamente en 1899 en la guerra entre Filipinas y Estados Unidos. Se entregó el 6 de agosto de 1907 a las autoridades estadounidenses y fue condenado a muerte. Más tarde fue conmutado a cadena perpetua y murió en la prisión de Bilibid de Manila en 1911.

### sigloXX
Simultáneamente con la rebelión de Papa Isio en Negros Occidental contra el dominio estadounidense, el movimiento dios-dios en el este de Bisayas dirigió su atención al nuevo gobierno colonial estadounidense. Llamándose a sí mismos los Pulajanes («los que visten de rojo»), fueron dirigidos por Faustino Ablen (Papa Faustino) en Leyte; y Pablo Bulan (Papa Pablo), Antonio Anugar y Pedro de la Cruz en la isla de Sámar. Al igual que sus predecesores, reclamaron poderes sobrenaturales y usaron amuletos fetichistas, aceites sagrados y hechizos mágicos en la batalla. Atacaron tanto a las tropas estadounidenses como a los filipinos locales que cooperaban con el gobierno colonial estadounidense. El último líder de Pulajanes fue asesinado en 1911.